# Eduard Vilde
Eduard Vilde, född 4 mars 1865 i Pudivere, död 26 december 1933 i Tallinn, var en estnisk författare och en förgrundsgestalt inom Estlands litteratur.

## Biografi
Åren 1875–1882 gick Eduard Vilde i skola i Tallinn. Han fullföljde aldrig sin gymnasieutbildning men de i den tyskspråkiga skolan förvärvade språkkunskaperna skulle han ha nytta av under hela sitt liv. Han var verksam som journalist, först för tidningen Virulane och sedan för flera estniska och tyska tidningar i Estland och Lettland. Under den perioden skrev han sin första roman, Norra rannas (1885) samt flera noveller. År 1891 gifte han sig med Antonie Gronau och tillsammans flyttade de till Berlin, men äktenskapet misslyckades och han återvände 1893.
Han bodde en tid i Tartu innan han 1901 flyttade till Tallinn där han arbetade för tidningen Teataja och publicerade två historiska romaner, Mahtra soda (1902) och Kui Anija mehed Tallinnas käisivad (1903), varav särskilt den första rönte stor popularitet. År 1905 gifte han om sig med Linda Jürman. Han blev då först i Estland med att utnyttja den nyinförda möjligheten att ingå borgerligt äktenskap. Samma år utbröt ett uppror mot ryssarna och makarna tvingades i exil. De reste genom Finland, Europa och USA innan de slutligen slog sig ned i Köpenhamn.
Under tiden i exil skrev Eduard Vilde den avslutande delen av sin historiska romansvit, Prohvet Maltsvet (1908) samt flera uppmärksammade teaterpjäser. Han kom tillbaka till hemlandet efter 1917 års revolution, var 1919 medlem av Estlands beskickning i Köpenhamn och blev senare samma år ambassadör i Berlin. År 1923 återvände han slutligen till Tallinn. Två år senare, i samband med sin sextioårsdag, blev han den första författaren i Estland som tilldelades en lägenhet av staten. Han utnämndes till hedersdoktor vid Tartu universitet 1929.
Eduard Vilde dog i Tallinn 1933 och var den första som begravdes på den nyanlagda begravningsplatsen Metsakalmistu.

## Författarskap
Eduard Vilde räknas till Estlands mest uppmärksammade författare och hans verk har blivit klassiker. Han var en pionjär för den kritiska realismen. Hans Külmale maale! (1893), en berättelse om en fattig bonde som förvisas till Sibirien, blev den första realistiska romanen i landet. Han skrev även Estlands första psykologiska roman, Mäeküla piimamees (1916). Medan hans romaner behandlar teman som social rättvisa och konflikten mellan de rika och de fattiga, är hans tidiga noveller betydlig lättare i stilen.
Hans historiska trilogi bestående av romanerna Mahtra soda, Kui Anija mehed Tallinnas käisivad och Prohvet Maltsvet har intagit en central plats i Estlands litterära kanon. Den första delen, som skildrar 1858 års bondeuppror i Mahtra, har blivit särskilt uppmärksammad: den blev exceptionellt populär efter publiceringen 1902 och har sedan dess influerad den estländska kulturen.
Eduard Vildes verk har översatts till åtminstone 14 språk. På svenska finns två av hans noveller i samlingen Estniska noveller (1981).